# Anna Kinberg Batra

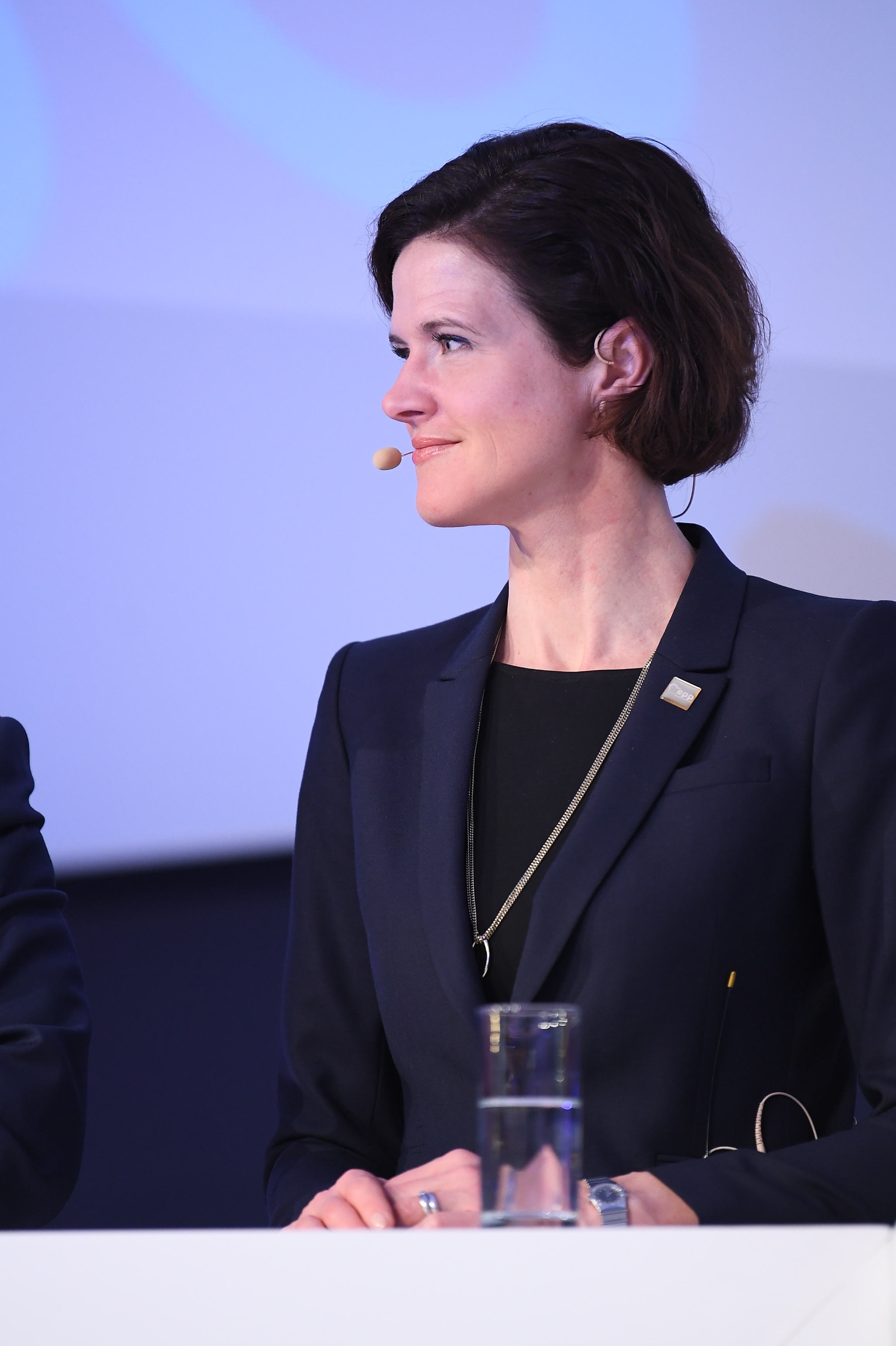
Anna Maria Kinberg Batra, 2017

Anna Maria Kinberg Batra, geborene Kinberg (* 14. April 1970 in Skärholmen), ist eine schwedische Politikerin. Sie war ab dem 10. Januar 2015 Vorsitzende der Moderata samlingspartiet und die erste Frau in dieser Position. Am 25. August 2017 gab sie ihren Rücktritt von diesem Amt bekannt.
Anna Kinberg Batra wurde in Skärholmen geboren. Als sie vier Jahre alt war, zog sie mit ihrer Familie nach Rotterdam; ihr Vater arbeitete bei Merrill Lynch in Amsterdam. Im Jahr 1980 zog die Familie nach Schweden zurück und ließ sich in Djursholm nieder. Nach dem Abitur studierte Kinberg Batra Französisch, Niederländisch und Politikwissenschaft. Im Jahr 2000 schloss sie ihr Studium an der Handelshochschule Stockholm ab. Anna Kinberg Batra ist mit dem Komiker David Batra verheiratet. Sie haben eine gemeinsame Tochter.

## Politische Karriere
Kinberg Batra wurde 1983 Mitglied im Moderaten Jugendverband (Moderata ungdomsförbundet, MUF), der Jugendorganisation der Moderata samlingspartiet. Anfang der 1990er Jahre gehörte sie zu den liberal Gesinnten dieser Organisation, die zu jener Zeit von Ulf Kristersson geleitet wurde.
Kinberg Batra arbeitete 1993 in der schwedischen Staatsverwaltung, als ihr Parteikollege Carl Bildt Ministerpräsident war. In den Jahren 1994 und 1996 war sie als Leitartiklerin bei der überregionalen Zeitung Svenska Dagbladet tätig. Von 1995 bis 1996 war sie politische Sekretärin für die Moderaten im Europäischen Parlament. In den darauffolgenden Jahren war sie bis 2005 als Unternehmerin im Bereich politischer und wirtschaftlicher Kommunikation tätig. 2005/2006 war sie Informationschefin der Stockholmer Handelskammer.
1994 wurde sie in den Provinziallandtag (landstingsfullmäktige) von Stockholms län gewählt und gehörte auch der Provinzialregierung (länsstyrelse) an. Bei der Wahl zum Schwedischen Reichstag 1998 wurde sie als Ersatzkandidatin gewählt und konnte im Jahr 2000 als Abgeordnete nachrücken. Bei der Wahl zum Schwedischen Reichstag 2002 verlor sie ihr Mandat wieder. Ab der Wahl zum Schwedischen Reichstag 2006 gehörte sie dem Parlament für drei Wahlperioden an, ab 2010 als Fraktionsvorsitzende der Moderaten.
Als Ministerpräsident Fredrik Reinfeldt nach der verlorenen Reichstagswahl 2014 auch als Parteivorsitzender zurücktrat, übernahm Kinberg Batra zunächst kommissarisch seine Aufgaben. Auf einem Sonderparteitag am 10. Januar 2015 wurde sie zur Parteivorsitzenden gewählt. Das Amt der Fraktionsvorsitzenden übernahm Jessica Polfjärd.
Am 25. August 2017 gab sie ihren Rücktritt als Parteivorsitzende der Moderata samlingspartiet bekannt, nachdem die parteiinterne Kritik zugenommen und ihr immer mehr Parteidistrikte das Vertrauen entzogen hatten. Am 1. Oktober 2017 wurde Ulf Kristersson zu ihrem Nachfolger gewählt. Mit der regulären Neuwahl des Reichstags 2018 schied sie aus dem Parlament aus. Sie ist unter anderem als externe Beraterin für die Handelshochschule Stockholm tätig.
Seit dem 1. März 2023 ist Kinberg Batra „Landshövding“ des schwedischen Regierungsbezirks Stockholm. In dieser Funktion wird ihr im April 2024 vorgeworfen, bei Einstellungen in diese Behörde die geltenden Regeln zur Ausschreibung der Stellen missachtet und persönliche Bekannte oder Vertraute begünstigt zu haben. Dieser Vorwurf als auch die behauptete Bezahlung von Veranstaltungen einer privaten Gesellschaft, in der Kinberg Batra eine Funktion innehat, mit öffentlichen Mitteln werden im April 2024 vom sogenannten „Justitieombudsman“ untersucht.